# 固定資産評価審査委員会
固定資産評価審査委員会（こていしさんひょうかしんさいいんかい）は、市町村、東京都（23区について管轄、後述）に置かれる行政委員会である。その職務は、別に法律の定めるところにより、市町村長とは独立した中立的・専門的な立場から固定資産課税台帳に登録された事項に関する不服の審査及び決定その他の事務を行う（地方自治法第202条の2第5項）ことである。

## 職務

### 審査の申出
固定資産税の納税者は、固定資産課税台帳に登録された価格について不服がある場合においては、毎年4月1日の固定資産の価格を登録した旨の公示の日から納税通知書の交付を受けた日後60日まで（通常2ヶ月又は3ヶ月間）以内に、文書をもって、固定資産評価審査委員会に審査の申出をすることができる。
なお、固定資産の価格に関する事項以外に関する不服申立て（納税義務のそのもの不服等）については、行政不服審査法に基づく市町村長に対する異議申立てをすることとなる。

### 審査決定の手続
固定資産評価審査委員会は、審査の申出を受けた場合においては、直ちにその必要と認める調査その他事実審査を行い、その申出を受けた日から30日以内に審査の決定をしなければならない。不服の審理は書面によるが審査申出者の求めがあった場合には口頭陳述の機会を与える。この場合、同委員会は、審査のために必要がある場合においては、審査申出者及び市町村長の出席を求めて、公開による口頭審理を行うことができる。また、固定資産評価員等の出席を求めることができる。同委員会は、審査決定をした場合においては、審査申出者及び市町村長に通知しなければならない。
この場合において30日以内の期限までに決定がないときは、その審査の申出を却下する旨の決定があったものとみなすことができる規定があるが、その却下決定が取消訴訟に持ち込まれた場合は「30日以内未決定で却下は無効」の判断がされる場合がある。したがって、事実上、同委員会は、審査期間が30日を超えた場合であっても審査決定しなければならない。

### 争訟の方式
固定資産税の納税者は、固定資産評価審査委員会の決定に不服があるときは、6月以内に、裁判所に当該市町村を被告（代表者は同委員会）としてその取消しの訴えを提起することができる。 

## 組織
固定資産評価審査委員会の組織については、地方自治法のほか、地方税法に規定されている。

### 委員の定数
固定資産評価審査委員会の委員の定数は3人以上とし、当該市町村の条例で定める。（地方税法第423条第2項）

### 委員の選任
固定資産評価審査委員会の委員は、当該市町村の住民、市町村税の納税義務がある者又は固定資産の評価について学識経験を有する者のうちから、当該市町村の議会の同意を得て、市町村長が選任する。（地方税法第423条第3項） 
市町村長は、固定資産評価審査委員会の委員が欠けた場合においては、遅滞なく、当該委員の補欠の委員を選任しなければならない。この場合において当該市町村の議会が閉会中であるときは、市町村長は、前項の規定にかかわらず、議会の同意を得ないで補欠委員を選任することができる。また、補欠の委員を選任した場合においては、選任後最初の議会においてその選任について事後の承認を得なければならない。この場合において事後の承認を得ることができないときは、市町村長は、その委員を罷免しなければならない。（地方税法第423条第4項、第5項）

### 委員の任期
固定資産評価審査委員会の委員の任期は、3年とする。ただし、補欠の委員の任期は、前任者の残任期間とする。（地方税法第423条第6項）

### 委員の手当
固定資産評価審査委員会の委員は、当該市町村の条例の定めるところによって、委員会の会議への出席日数に応じ、手当を受けることができる。（地方税法第423条第7項）

### 市町村の設置における取り扱い
市町村の設置があった場合においては、当該市町村の長が選挙されるまでの間当該市町村の長の職務を行う者は、当該市町村の長が選挙されるまでの間は、従来当該市町村の地域の属していた関係市町村の固定資産評価審査委員会の委員であった者のうちから選任したものをもって当該市町村の固定資産評価審査委員会の委員に充てることができる。
市町村の設置があった場合においては、当該市町村の設置後最初に招集される議会の同意を得て固定資産評価審査委員会の委員が選任されるまでの間は、当該市町村の長は、従来当該市町村の地域の属していた関係市町村の固定資産評価審査委員会の委員であった者のうちから選任したものをもって当該市町村の固定資産評価審査委員会の委員に充てることができる。

## 都の特例
都は、その特別区の存する区域において、普通税として、固定資産税及び特別土地保有税を課するものとされている（地方税法第734条第1項）。そのため、特別区には固定資産評価審査委員会は設置されず、都に設置されることとなり、2022年12月現在唯一の都である東京都には、東京都固定資産評価審査委員会が設置されている。